# Order Kalantiao
Order Kalantiao (ang. Order of Kalantiao) – filipińskie odznaczenie państwowe nadawane obywatelom Filipin za wyjątkowe i chwalebne zasługi w pracy wymiaru sprawiedliwości i w dziedzinie prawa.
Order został ustanowiony 1 marca 1971 przez prezydenta Ferdinanda Marcosa. Mógł być nadawany również pośmiertnie.
19 września 2003 order został zniesiony, wraz z szesnastoma innymi cywilnymi odznaczeniami, podczas reformy filipińskich honorów państwowych, lecz pozostaje w aktualnej kolejności starszeństwa filipińskich odznaczeń i noszony jest po Gawad sa Manlilikha ng Bayan, a przed Gawad Mabini.
| Baretki Orderu Kalantiao |
| I klasa                  |
| II klasa                 |
| III klasa                |
| IV klasa                 |

Podział na klasy i zakres nagradzanych zasług:
- I klasa – za nadzwyczajną służbę i wysokie standardy utrzymywane w rządowym resorcie sądowniczym, szczególnie w Sądzie Najwyższym, albo w dziedzinie prawa międzynarodowego,
- II klasa – za niezwykle chwalebną służbę w sądownictwie lub innym resorcie rządowym,
- III klasa – za wybitną służbę dla wymiaru sprawiedliwości,
- IV klasa – za doskonałą służbę dla wzmacniania praworządności i wysoki stopień profesjonalizmu i uczciwość w prywatnej praktyce prawniczej[1].

Wśród odznaczonych można wymienić m.in. byłego prezydenta Jose Paciano Laurela.